# Lions, liars, guns & God
Lions, Liars, Guns & God is een album van de Belgische rockgroep Wallace Vanborn. Het is hun tweede album en verscheen op 23 april 2012. Het werd in de Motormusic studio in Mechelen opgenomen en geproduceerd door de 3-voudige Grammywinnaar David Bottrill.
Het nummer Cougars werd in februari 2012 uitgebracht als single en stond een tweetal maanden in de alternatieve lijst De Afrekening. Ter promotie van het album was het album een week voor de release gratis te beluisteren op de website van de krant De Standaard.

## Tracklist
1. "Lion's Manual"
2. "Found In LA"
3. "Marching Sideways"
4. "Cougars"
5. "The Plunge"
6. "The Lair"
7. "Ruthless"
8. "We Are What We Hide"
9. "Pawns"
10. "Enemy Of Serpentine"
11. "A Smack As A Potion"
12. "White River"